# 柴田一成 (映画監督)
柴田 一成（しばた いっせい、1967年11月29日 - ）は、日本の映画プロデューサー、映画監督、脚本家、小説家。

## 来歴
東京都生まれ。1992年にパイオニアLDCに入社後、営業職、宣伝職を経て制作職へ。自らの企画をキングレコードに持ち込み、『もうひとりいる』で映画監督としてデビューした。ジェネオンエンタテインメントで社員プロデューサーとして勤務する傍ら、2008年に監督・脚本で携わった映画『リアル鬼ごっこ』が小・中・高校生からの圧倒的な支持を受け、単館映画にもかかわらず、興行収入が5億円を超える異例の大ヒットとなった。2016年に独立。漫画原作なども手掛ける。監督・脚本家としては、ジュブナイルやホラー、日常のSFを得意とする。また、若手俳優の起用には定評がある。

## 主な作品

### 映画
- レイズライン（2001年） プロデューサー
- もうひとりいる（2002年） 監督・脚本
- 渋谷怪談（2004年) プロデューサー・原案
- 渋谷怪談2（2004年） プロデューサー・原案
- 蟬しぐれ（2005年） 協力プロデューサー
- オペレッタ狸御殿（2005年） 共同プロデューサー
- 姑獲鳥の夏（2005年） プロデューサー
- 渋谷怪談 THE リアル都市伝説（2006年） プロデューサー
- 笑う大天使（2006年） プロデューサー
- スピードマスター（2007年） プロデューサー
- 魍魎の匣（2007年） プロデューサー
- 夕映え少女（2008年） エグゼクティブ・プロデューサー
- リアル鬼ごっこ（2008年） 監督・脚本
- 携帯彼氏（2009年） 脚本
- リアル鬼ごっこ2（2010年） 監督・脚本
- リアル鬼ごっこ3・4・5（2012年） 企画プロデュース
- 監禁探偵（2013年） プロデューサー
- 生贄のジレンマ　上（2013年） プロデューサー
- 原宿デニール（2015年） 企画
- リアル鬼ごっこ（2015年） 企画プロデュース
- がっこうぐらし!（2019年） 監督・脚本

### Webドラマ
- 渋谷怪談 サッちゃんの都市伝説（2004年）監督・プロデューサー

## 著書
- 『スクールカースト 復讐デイズ 正夢の転校生』（宝島社、2021年）